# Нурмагамбетова, Сулушаш Кулжабайкызы
Сулушаш Кулжабайкызы Нурмагамбетова (каз. Сұлушаш Құлжабайқызы Нұрмағамбетова; 2 января 1951; Райымбекский район, Алматинская область, КазССР, СССР) — советская и казахская певица, Заслуженная артистка Казахстана (1998).

## Биография
Сулушаш Кулжабайкызы (Аршабайкызы) Нурмагамбетова Родился 2 января 1951 года в селе Нарынкол Райымбекского района Алматинской области.
В 1968 году Окончила среднюю школу имени Абая в селе Нарынкол, в 1973 году Алма-Атинское Республиканское училище эстрадного циркового искусства.
С 1973 по 1995 год — артистка РГКП «Государственная концертная организация «Казахконцерт».
С 1995 по 1996 год — солистка ансамбля «Жазира».
С 1996 по 1998 год — солистка Казахского государственного академического оркестра народных инструментов имени Курмангазы.
С 1998 по 2003 год — солистка Алматинской областной филармонии имени Суюнбая.
С 2003 года по настоящее время занимается творческой деятельностью, работает над расширением репертуара.

## Творчество
В её репертуаре наряду с песнями казахских композиторов есть кыргызские, каракалпакские, туркменские и русские народные произведения. С коллективными гастролями ездила в Алжир, Узбекистан, КНР, Польшу и др. 
В её репертуаре 250 песен и 150 из них в золотом фонде казахского радио. У неё 6 воспитанников. В 2010 году вышла альбом «Золотая коллекция», туда входит 109 песен в её исполнении.

## Награды и звания
- Указом Президента Республики Казахстан от 22 октября 1998 года награжденa почётным званием «Заслуженная артистка Казахстана» — за заслуги в развитии казахского песенного искусства.
- Медаль «За трудовое отличие» (Казахстан) (2008)
- Медаль «20 лет независимости Республики Казахстан» (2011)
- Указом Президента Республики Казахстан от 29 ноября 2019 года награждена орденом «Курмет» — за значительный личный вклад в развитие музыкального искусства и многолетнюю плодотворную творческую деятельность.[1]
- Почётный гражданин Алматинской области.
- Почётный гражданин Райымбекского района Алматинской области и др.